# Tomàs Alcoverro i Muntané
Tomàs Alcoverro i Muntané (Barcelona, 4 de novembre de 1940) és un periodista català. Ha estat corresponsal de La Vanguardia a Beirut (Líban). És un dels més reconeguts observadors europeus del món àrab. El 2004 va ser guardonat amb el Premi Manuel Vázquez Montalbán i el 2006 va rebre la Creu de Sant Jordi.

## Biografia
Fill de Roser Muntané, de Barcelona i amb arrels a Molins de Rei, i Tomàs Alcoverro i Font, oriünd de Gandesa i secretari d'aquest municipi i de Badalona.
El 1961 es va llicenciar en Dret, però es va dedicar al periodisme professional, primer col·laborant a El Correo Catalán; més tard, i de la mà de Santiago Nadal i Gaya, a ABC, Destino i La Vanguardia, diari del qual anys més tard en fou nomenat redactor. Llicenciat en Periodisme a Madrid, ha estat corresponsal de La Vanguardia a Beirut.
Alcoverro és el periodista espanyol que més experiència té de les qüestions de l'Orient Mitjà i l'únic amb corresponsalia fixa a Beirut. En la seva primera etapa va viure a la capital libanesa des de la tardor de 1970 fins a l'hivern de 1977. Des de llavors i fins ara, amb un interval de dos anys (1977 i 1978) en els quals fou corresponsal de La Vanguardia a París, ha estat testimoni directe de gairebé tots els esdeveniments importants de la història turbulenta de l'Orient Mitjà. És un dels més reconeguts observadors europeus del món àrab. El 2004 va ser guardonat amb el Premi Manuel Vázquez Montalbán i el 2006 va rebre la Creu de Sant Jordi i el 2020 el premi Ofici de Periodista del Col·legi de Periodistes de Catalunya.
El 2019 s'ha publicat la seva primera obra en català, "Un barceloní a Beirut" (Diëresis).

## Obra literària
- El Decano. Editorial Planeta, 2006.
- Espejismos de Oriente. Ediciones Destino, 2007.
- Atrapados en la discordia. Ediciones Destino, 2009.
- La historia desde mi balcón. Ediciones Destino, 2011.
- ¿Por qué Damasco?. Editorial Diëresis, 2017.
- La noria de Beirut. Editorial Diëresis, 2018.
- Un barceloní a Beirut. Editorial Diëresis, 2019.
- Tot està per dir. Editorial Pòrtic, 2021